# أميرال الأسطول
الأدميرال للأسطول أو أدميرال الأسطول (المعروف أيضًا باسم أميرال البحرية أو الأدميرال الكبير) هو ضابط بحري عسكري من أعلى الرتب. في العديد من الدول، يتم تخصيص الرتب لمواعيد الحرب أو الاحتفالات. عادة ما تكون أعلى رتبة من الأدميرال (والتي تعد الآن أعلى رتبة في وقت السلم للضباط في الخدمة الفعلية)، وغالبًا ما يحتلها الأدميرال الأقدم في خدمة بحرية كاملة. 
كما أنه مصطلح عام لقائد الأدميرال في قيادة مجموعة كبيرة من السفن، التي تضم أسطولًا، أو في بعض الحالات، مجموعة من الأساطيل. إذا كان في الواقع رتبة، يمكن أن يختلف اسمها تبعا للبلد. تتضمن أسماء الرتب مثل «أميرال البحرية» و«الأميرال الأعلى».
إنها مرتبة أعلى من نائب الأدميرال والأدميرال الخلفي الكامل عادةً، وعادةً ما يتم إعطاؤها لأميرال كبير يقود أساطيل متعددة بدلاً من أسطول واحد فقط. غالبًا ما يتم تصنيفها في دول حلف شمال الأطلسي (الناتو) في رتب الخمس نجوم. [بحاجة لمصدر]

أدميرال الأسطول هو ما يعادل رتبة المارشال في الجيش. كما أنها تعادل مارشال في القوات الجوية. 

## علم أصول الكلمات
يمكن أن يرجع أصل كلمة أميرال الأسطول إلى العصور الوسطى، حيث يُمنح اللقب عادةً لشخص نبيل يعينه ملك لتولي قيادة بحرية لحملة معينة. 